# Piotr Rychlik (ur. 1984)
Piotr Rychlik (ur. 1984 w Olsztynie) – polski dyplomata, urzędnik, prawnik; ambasador RP w Finlandii (2019–2023), Szef Służby Zagranicznej (2023).

## Życiorys
Piotr Rychlik w 2007 ukończył studia na Wydziale Prawa i Administracji Uniwersytetu Warmińsko-Mazurskiego w Olsztynie. W 2013 doktoryzował się z prawa karnego na podstawie pracy Terroryzm. Studium karnomaterialne i kryminalistyczne (promotor: Stanisław Pikulski). W 2007 został wykładowcą w Katedrze Prawa Karnego Materialnego WPiA UWM. Uzyskał uprawnienia radcy prawnego.
W 2009 rozpoczął pracę w Departamencie Prawno-Traktatowym Ministerstwa Spraw Zagranicznych. Pełnił kolejno funkcje: attaché ds. sytuacji prawnej nieruchomości dyplomatycznych na terenie Polski i poza jej granicami, sekretarza ds. prawno-międzynarodowych aspektów terroryzmu i sankcji międzynarodowych, wicedyrektora (od 2016), zaś od lutego 2018 do września 2019 dyrektora Departamentu. Przewodził polskim delegacjom na posiedzeniach grup roboczych Organizacji Narodów Zjednoczonych, Rady Unii Europejskiej oraz komitetów Rady Europy. 9 października 2019 objął stanowisko ambasadora RP w Finlandii, składając nazajutrz listy uwierzytelniające na ręce prezydenta Sauli Niinistö. Misję w Helsinkach zakończył 20 sierpnia 2023. Od 26 sierpnia 2023 do 13 grudnia 2023 był Szefem Służby Zagranicznej.
Przez Prezydenta Finlandii został odznaczony Krzyżem Komandorskim I Klasy Orderu Białej Róży.
Zna języki: angielski i włoski. Żonaty z Moniką Anną Rychlik.